# Comuna Moldovenești, Cluj
Moldovenești, mai demult Varfalău, (în maghiară Várfalva), este o comună în județul Cluj, Transilvania, România, formată din satele Bădeni, Moldovenești (reședința), Pietroasa, Plăiești, Podeni și Stejeriș.

## Istoric
Următoarele obiective au fost înscrise pe Lista monumentelor istorice din județul Cluj, elaborată de Ministerul Culturii din România în anul 2015:
- Situl arheologic din punctul "Dealul Cetății" (cod LMI CJ-I-s-A-07118)
- Așezarea preistorică de la "Șanțul Păgânilor" (cod LMI CJ-I-s-B-07119)
- Necropola medievală din grădina fostului castel Josika (azi primărie) (cod LMI CJ-I-s-B-07120)
- Așezarea romană la cca 2 km de cetatea de la Moldovenești (cod LMI CJ-I-s-B-07121)
- Biserica unitariană din sec. XVII-XVIII (cod LMI CJ-II-m-B-07715)
- Castelul Jósika (azi primărie) (cod LMI CJ-II-m-B-07716)

Pe dealul de deasupra comunei se înălța odinioară o cetate medievală. Cetatea a fost construită probabil la începutul secolului al XI-lea. Cetatea e amintită (indirect) într-un document din anul 1075, sub numele de castrum quod vocatum Turda (iar în 1291 sub denumirea de terra Turdavar), fiind astfel una din cele mai vechi localități din zona Turzii. S-a dărâmat probabil după cea a doua invazie a tătarilor (din 1285). Rămășițele fortăreței (190 x 100 m) se mai pot vedea și azi. Pe partea de sud se vede un șanț, care ar fi putut să fie intrarea în cetate.
Până în anul 1876 localitatea a aparținut Scaunului Secuiesc al Arieșului.
În anul 1966 satul direct învecinat Vălenii de Arieș a fost înglobat în localitatea Moldovenești.

## Demografie
Componența etnică a comunei Moldovenești
     Maghiari (47,3%)
     Români (40,15%)
     Romi (3,77%)
     Alte etnii (0,13%)
     Necunoscută (8,65%)
Componența confesională a comunei Moldovenești
     Unitarieni (40,18%)
     Ortodocși (37,71%)
     Reformați (6,37%)
     Romano-catolici (1,85%)
     Martori ai lui Iehova (1,33%)
     Penticostali (1,01%)
     Alte religii (2,31%)
     Necunoscută (9,23%)
Conform recensământului efectuat în 2021, populația comunei Moldovenești se ridică la 3.076 de locuitori, în scădere față de recensământul anterior din 2011, când fuseseră înregistrați 3.317 locuitori. Cei mai mulți locuitori sunt maghiari (47,3%), cu minorități de români (40,15%) și romi (3,77%), iar pentru 8,65% nu se cunoaște apartenența etnică. Din punct de vedere confesional, cei mai mulți locuitori sunt unitarieni (40,18%), cu minorități de ortodocși (37,71%), reformați (6,37%), romano-catolici (1,85%), martori ai lui Iehova (1,33%) și penticostali (1,01%), iar pentru 9,23% nu se cunoaște apartenența confesională.

## Politică și administrație
Comuna Moldovenești este administrată de un primar și un consiliu local compus din 13 consilieri. Primarul, Ioan Mărginean[*], de la Uniunea Democrată Maghiară din România, este în funcție din 2012. Începând cu alegerile locale din 2024, consiliul local are următoarea componență pe partide politice:
|  | Partid                                 | Consilieri | Componența Consiliului | Componența Consiliului | Componența Consiliului | Componența Consiliului | Componența Consiliului | Componența Consiliului | Componența Consiliului |
|  | -------------------------------------- | ---------- | ---------------------- | ---------------------- | ---------------------- | ---------------------- | ---------------------- | ---------------------- | ---------------------- |
|  | Uniunea Democrată Maghiară din România | 7          |                        |                        |                        |                        |                        |                        |                        |
|  | Partidul Social Democrat               | 4          |                        |                        |                        |                        |                        |                        |                        |
|  | Alianța pentru Unirea Românilor        | 1          |                        |                        |                        |                        |                        |                        |                        |
|  | Partidul Național Liberal              | 1          |                        |                        |                        |                        |                        |                        |                        |

### Evoluție istorică
De-a lungul timpului populația comunei a evoluat astfel:
Moldovenești - evoluția demografică

|  | Graficele sunt indisponibile din cauza unor probleme tehnice. Mai multe informații se găsesc la Phabricator și la wiki-ul MediaWiki. |

Date: Recensăminte sau birourile de statistică - grafică realizată de Wikipedia

## Personalități născute aici
- Ioan Micu Moldovan (1833 - 1915), istoric, teolog, folclorist, filolog și pedagog, canonic greco-catolic, membru titular al Academiei Române;
- Ioan Oțel (n. 1955), ofițer în cadrul Ministerului Afacerilor Interne.

## Imagini

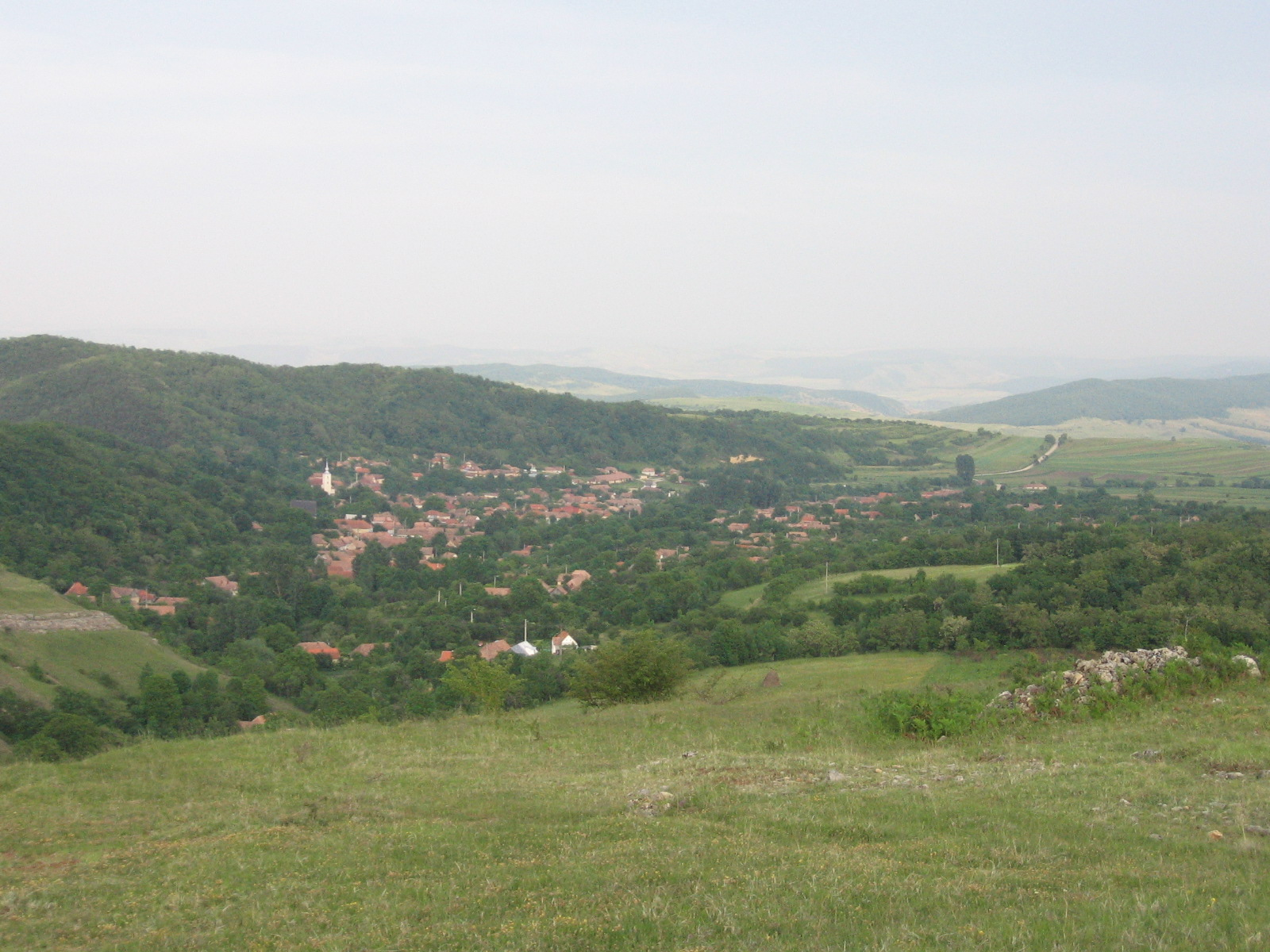
Satul Podeni
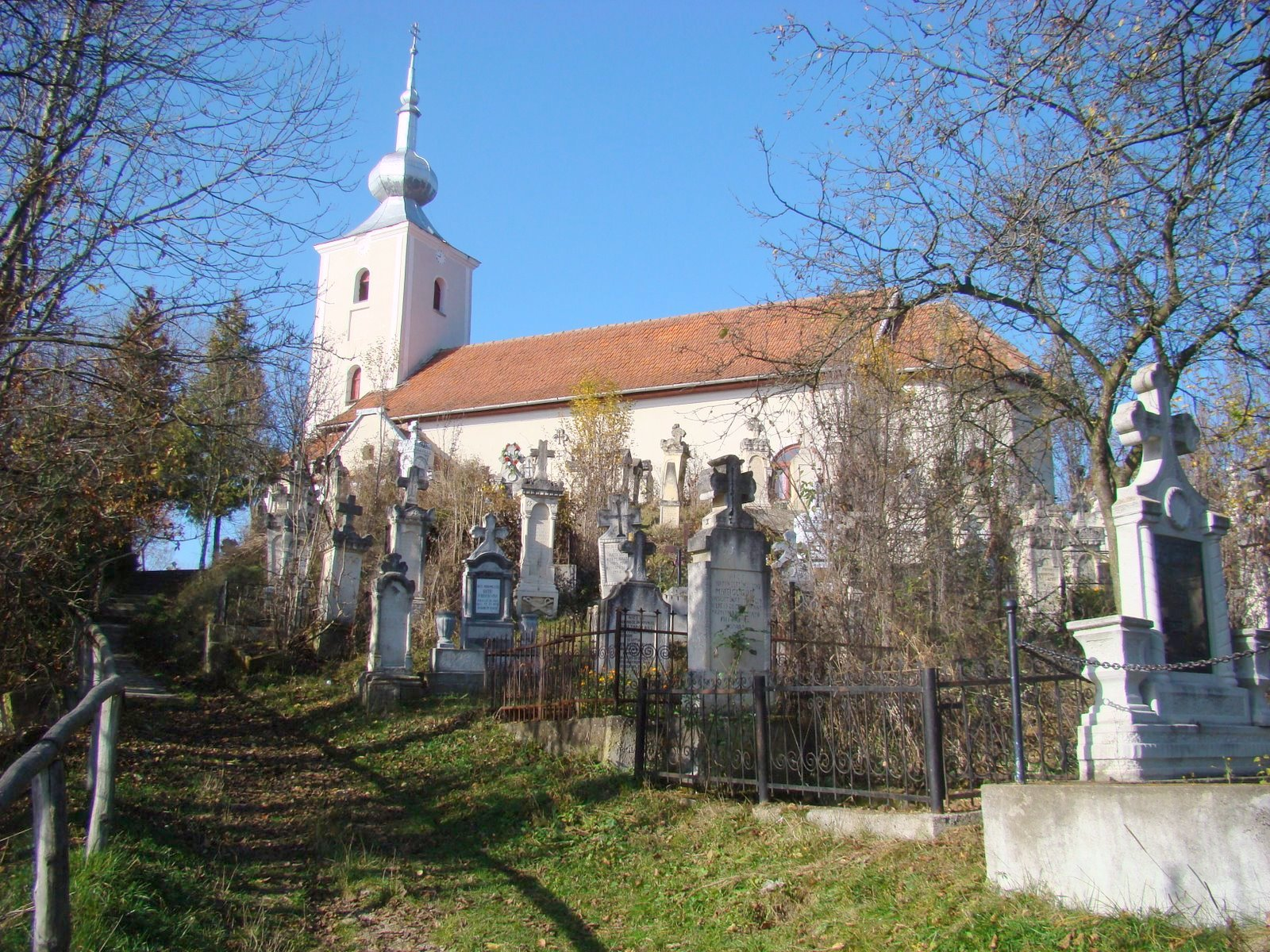
Biserica „Înălțarea Domnului” din Podeni (monument istoric)
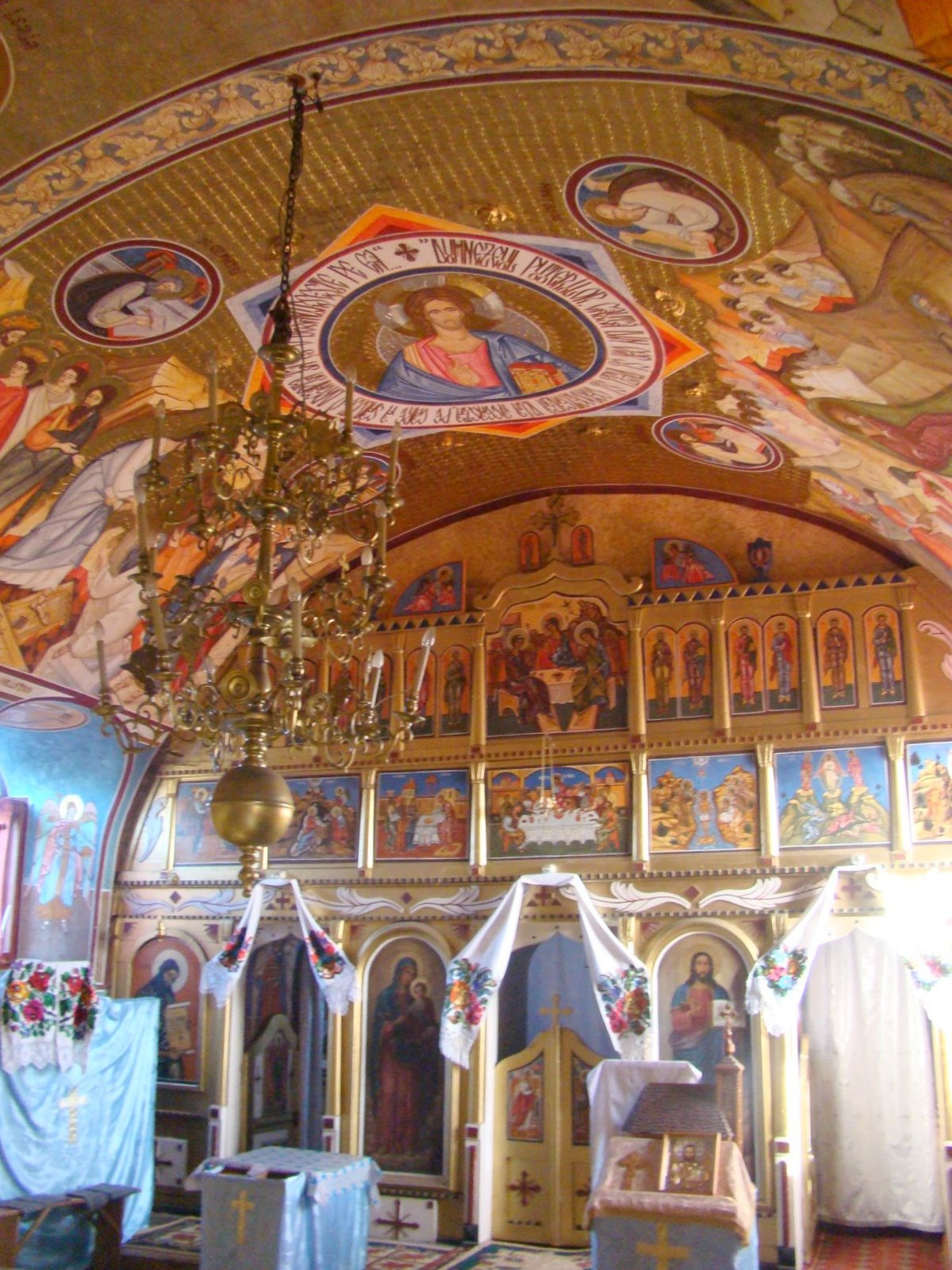
Biserica „Înălțarea Domnului” din Podeni (interiorul)
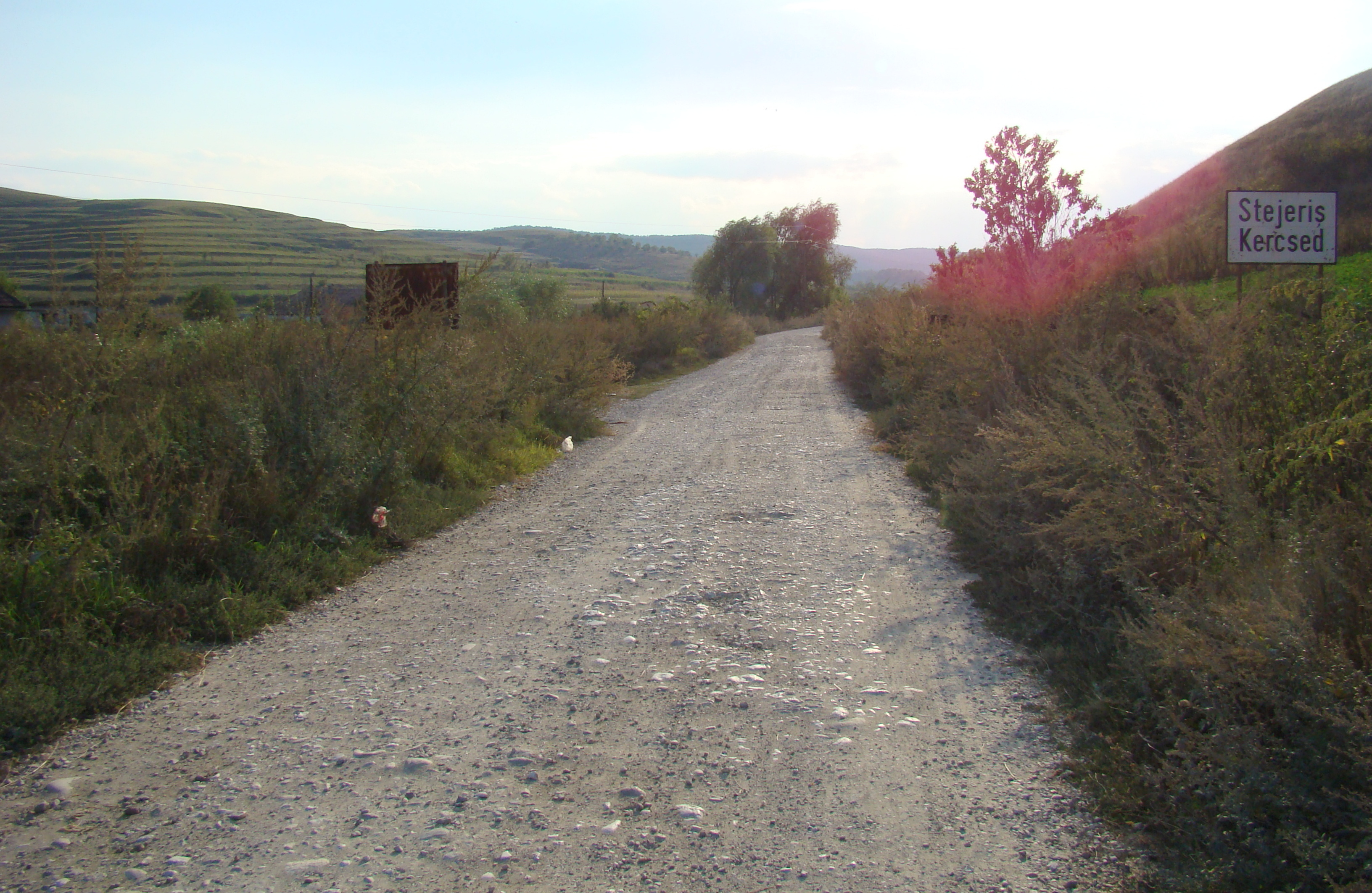
Intrarea în satul Stejeriș
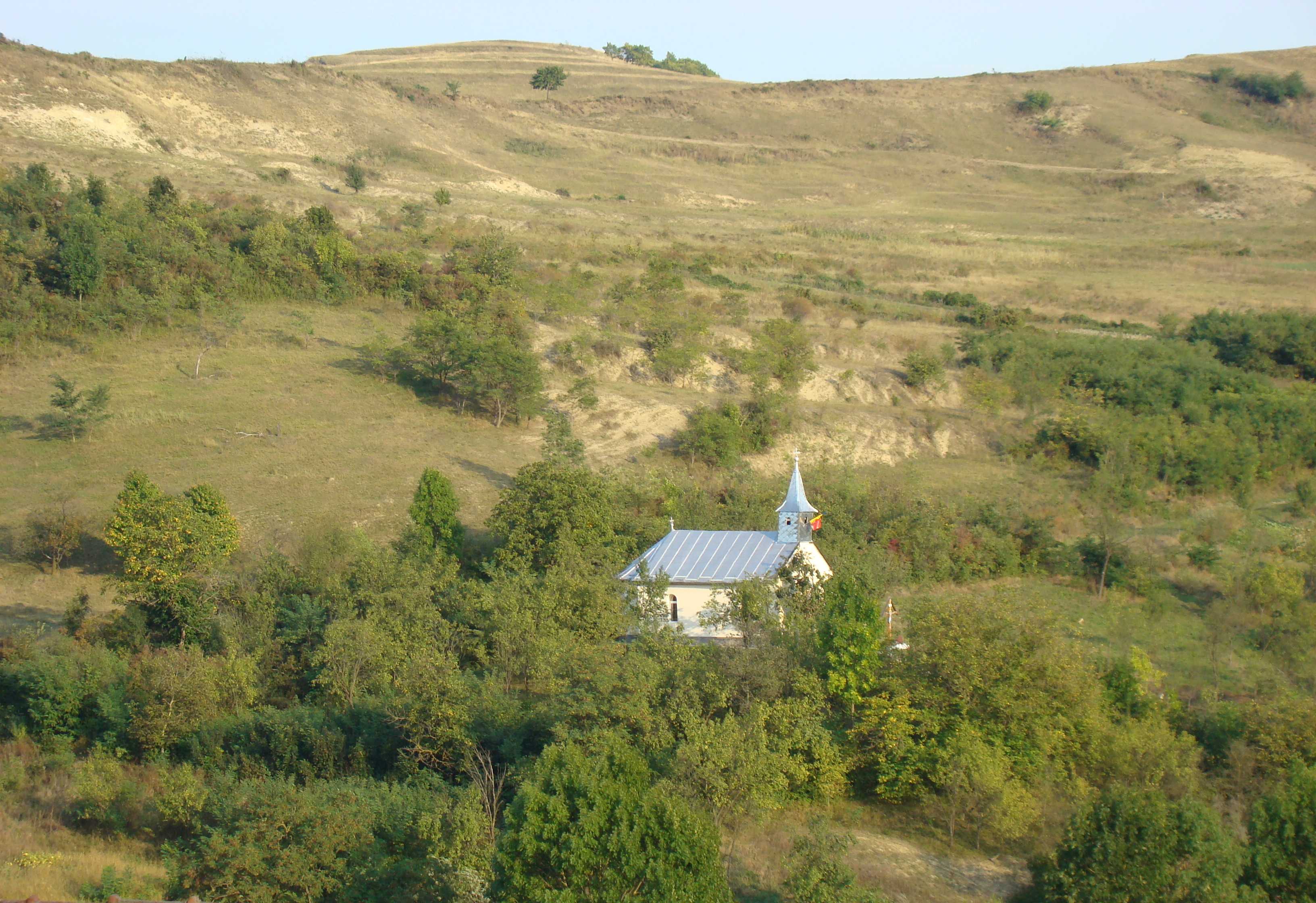
Biserica ortodoxă din satul Stejeriş
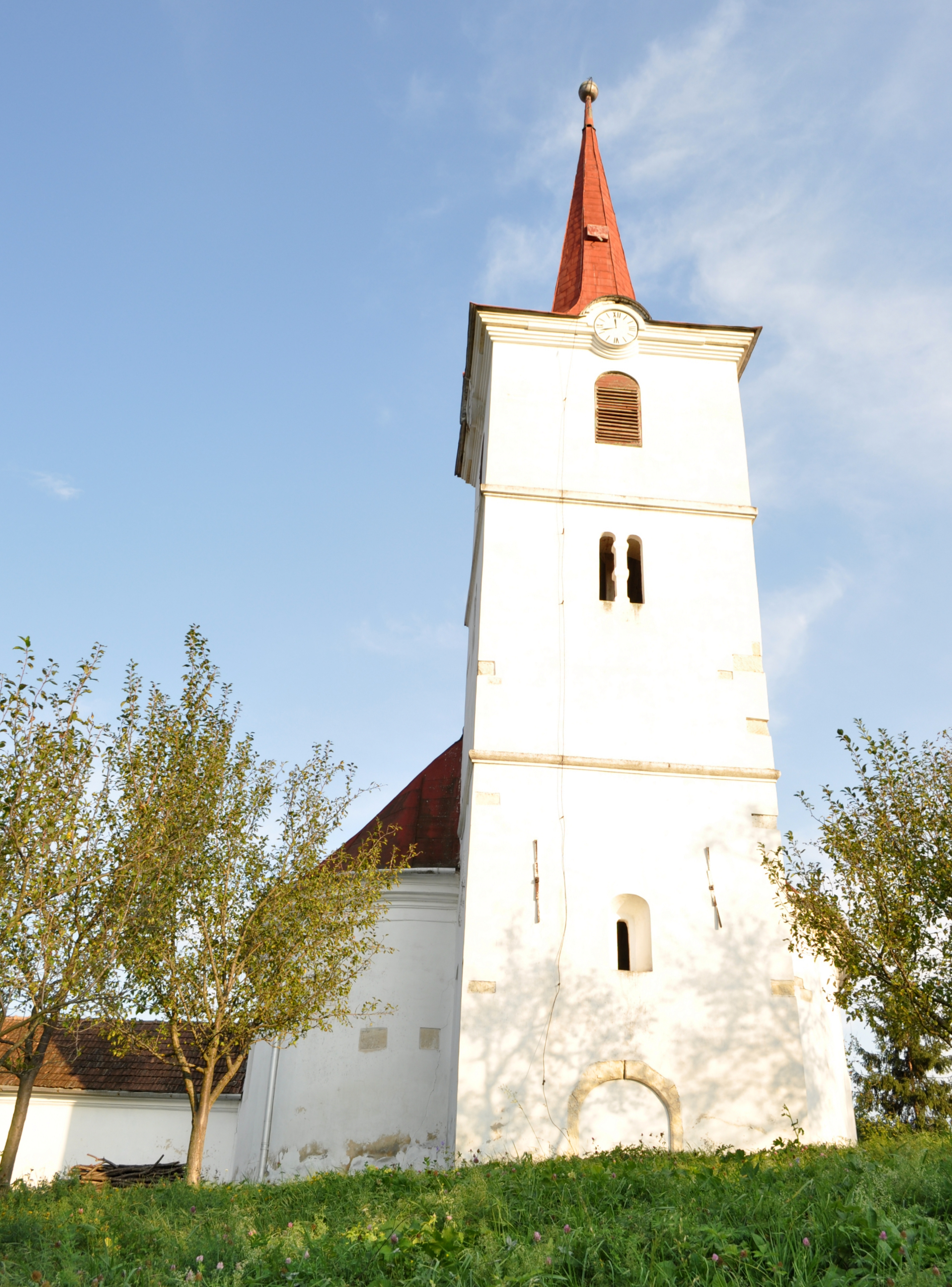
Biserica reformată din satul Stejeriş (monument istoric)
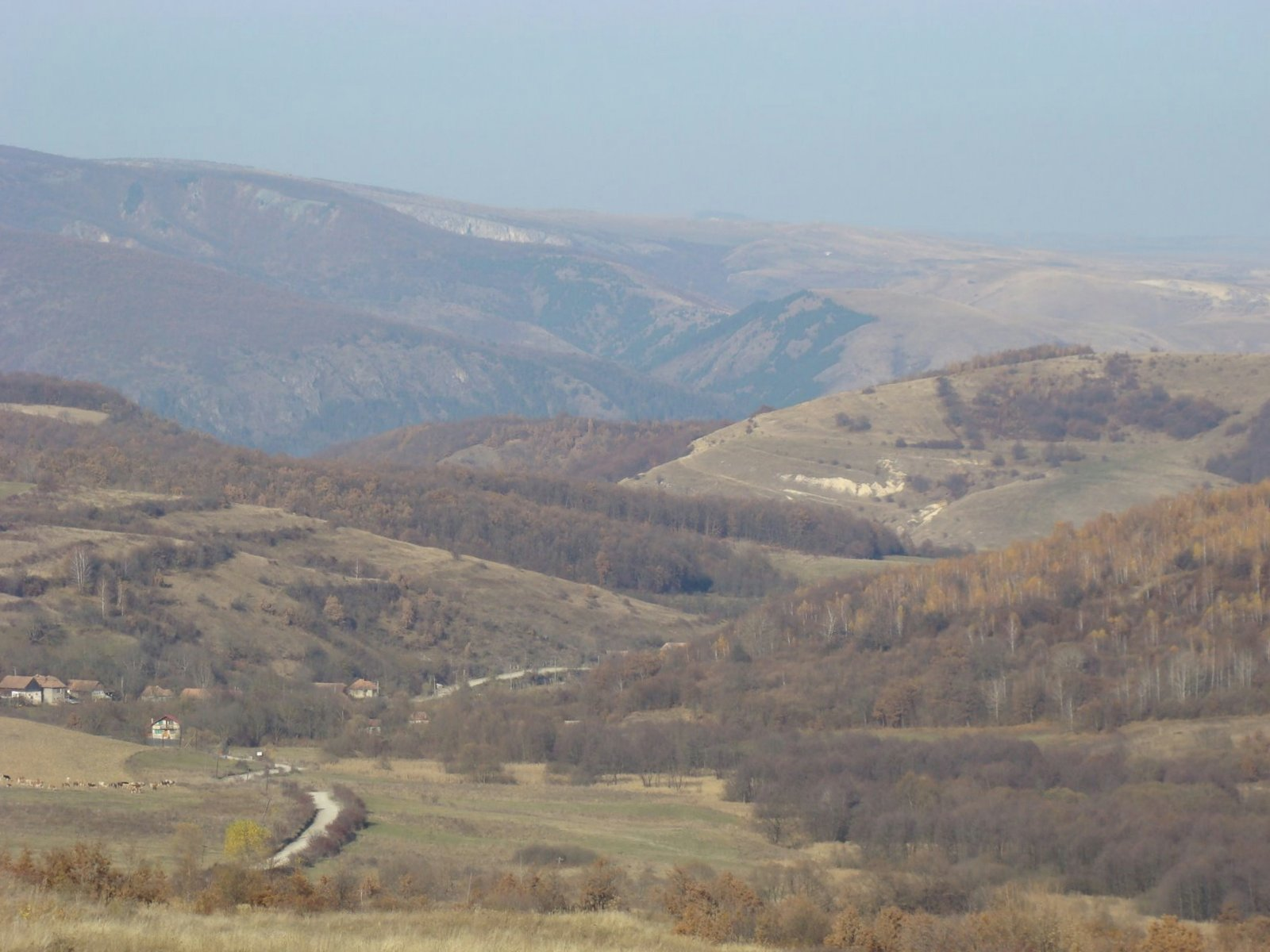
Împrejurimile satului Pietroasa
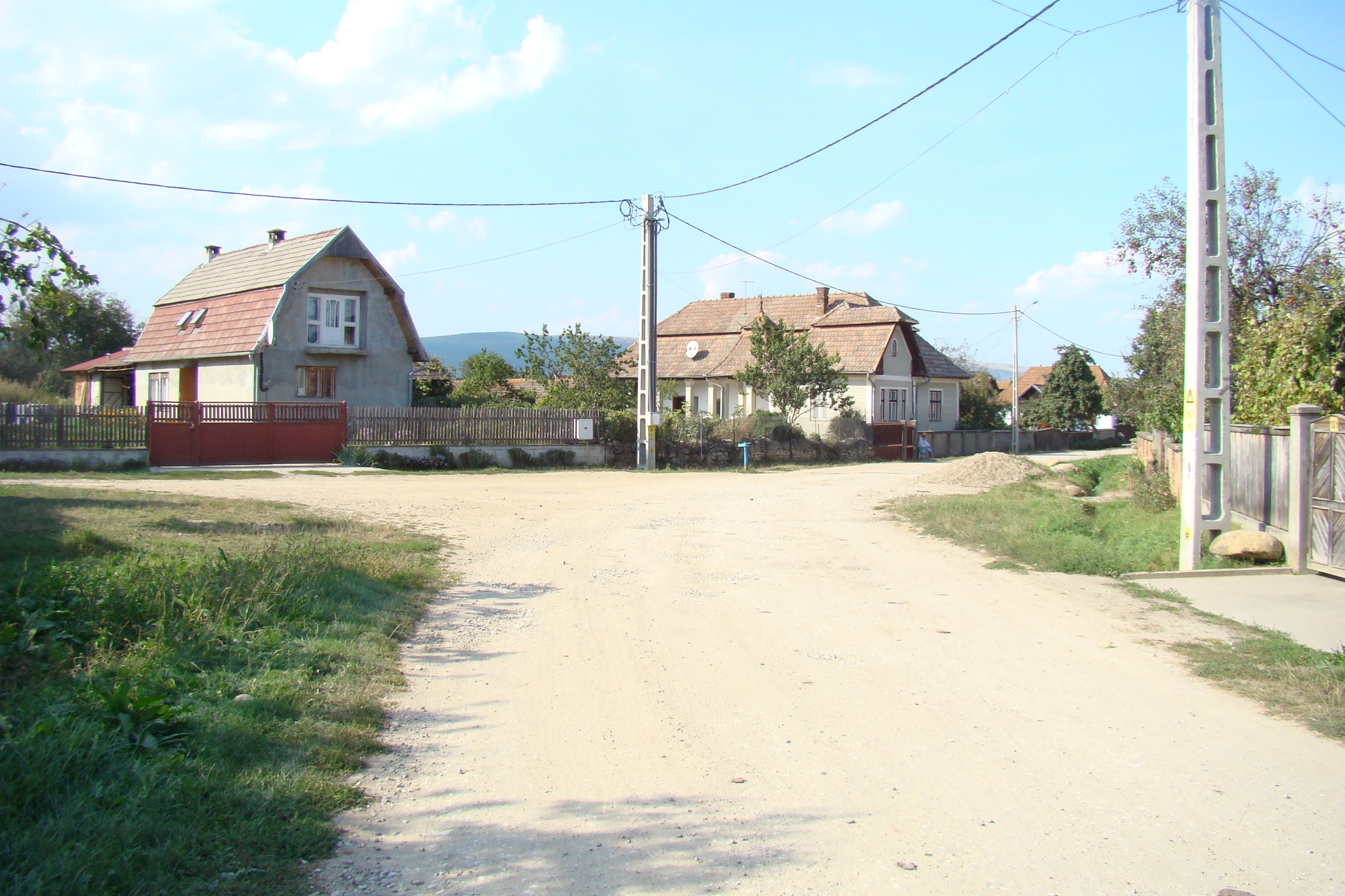
Plăiești
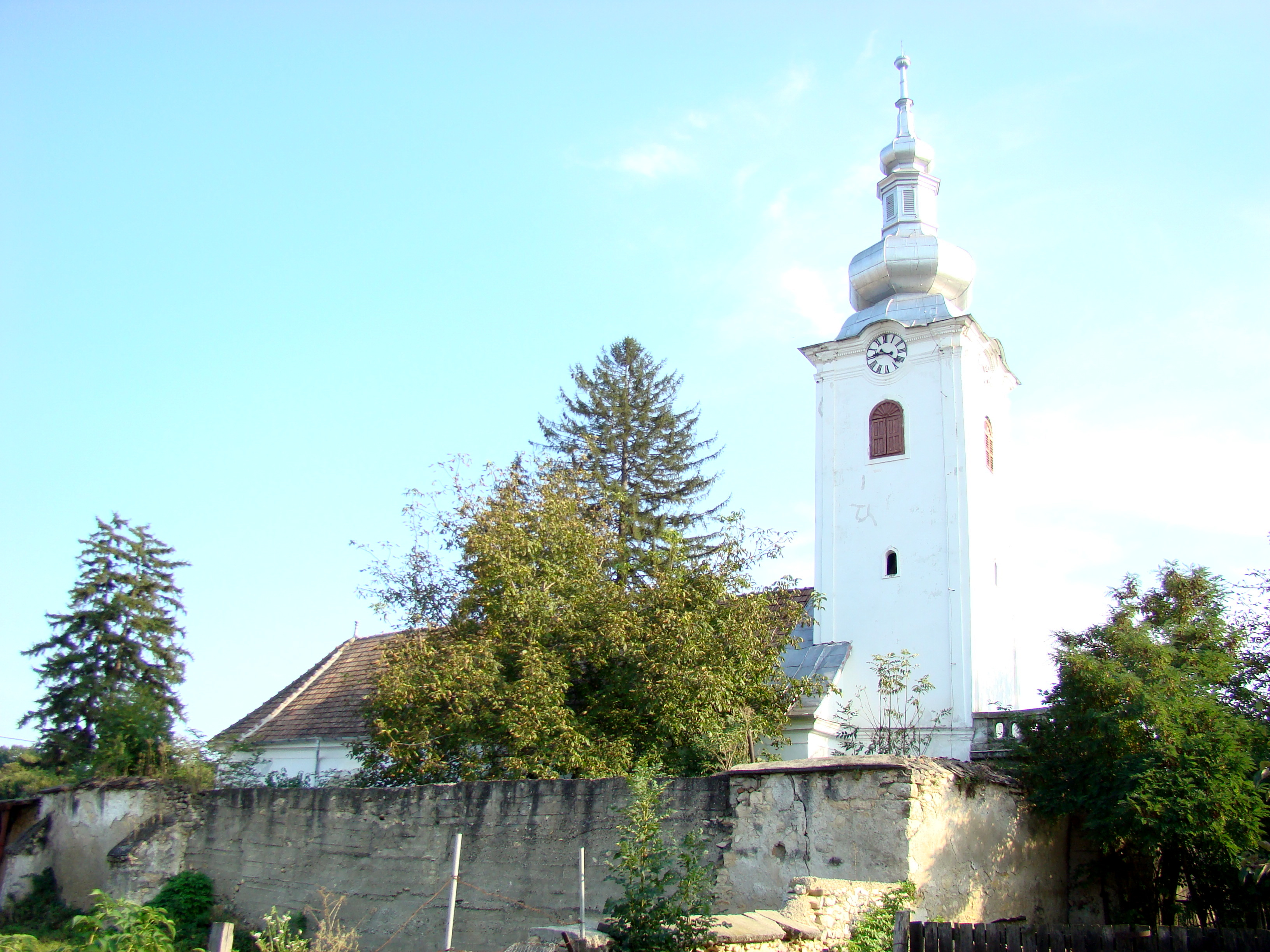
Biserica unitariană din satul Plăiești (monument istoric)
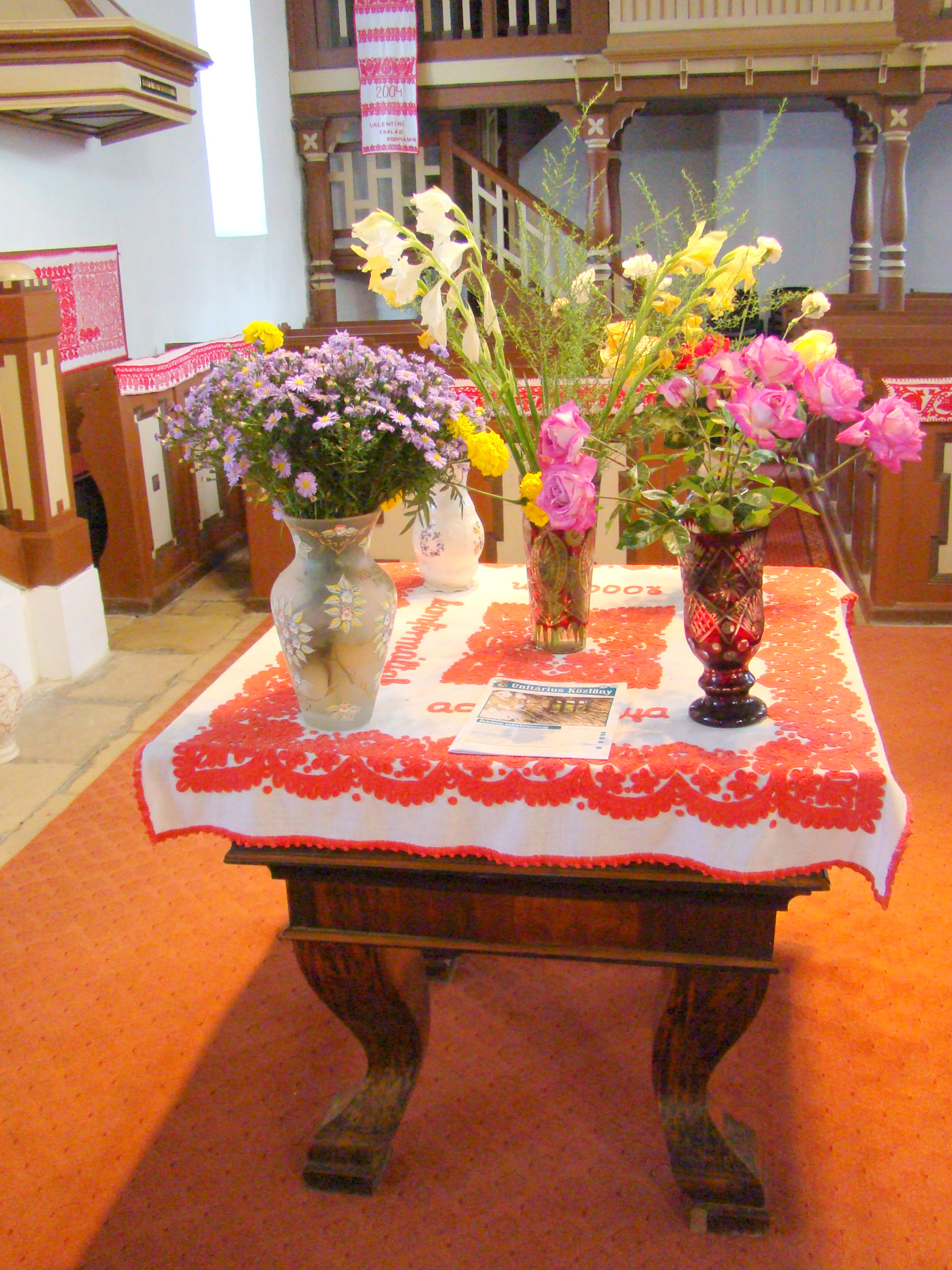
Biserica unitariană din satul Plăiești (Masa Domnului)
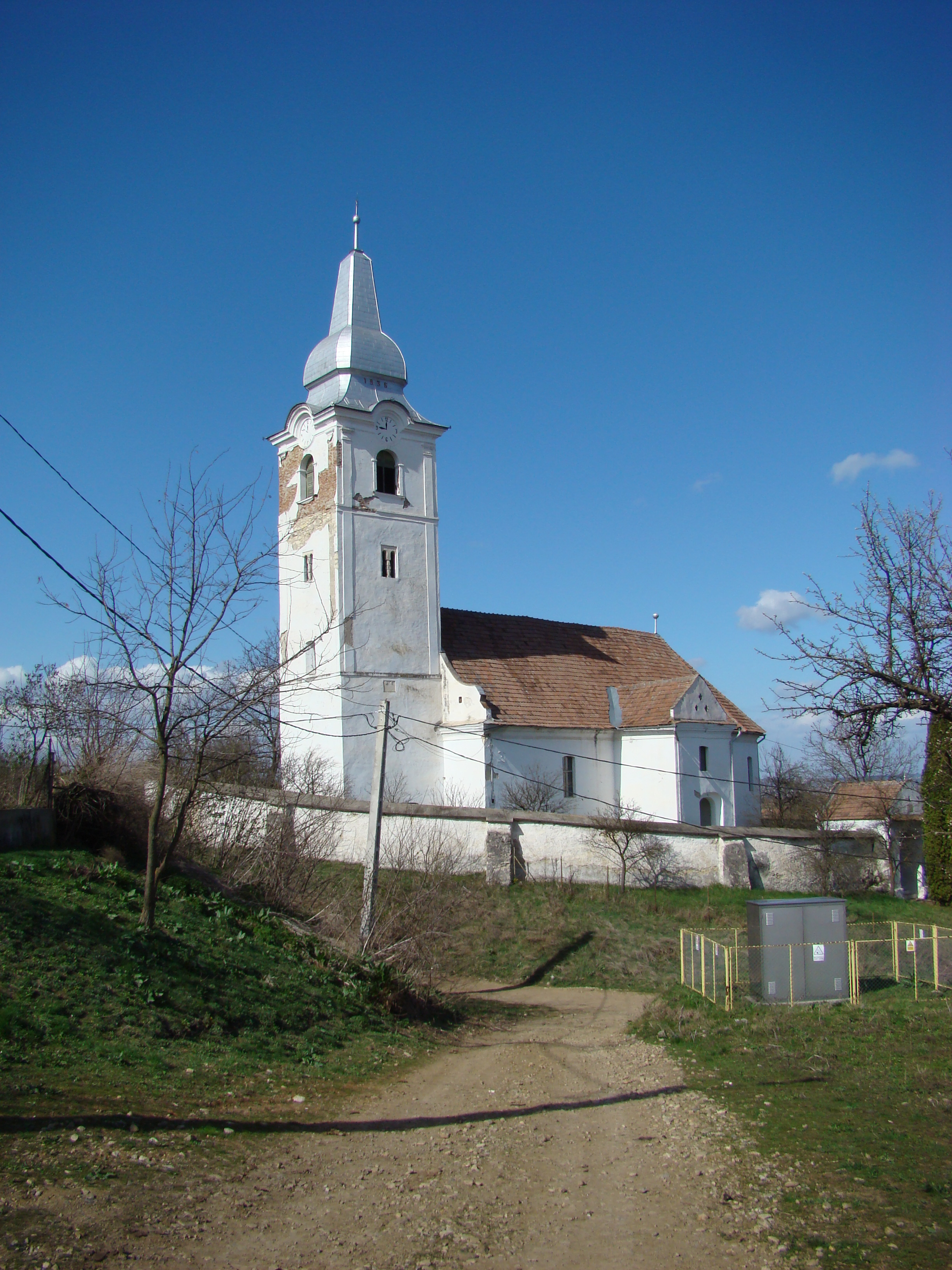
Biserica unitariană din Bădeni (monument istoric)
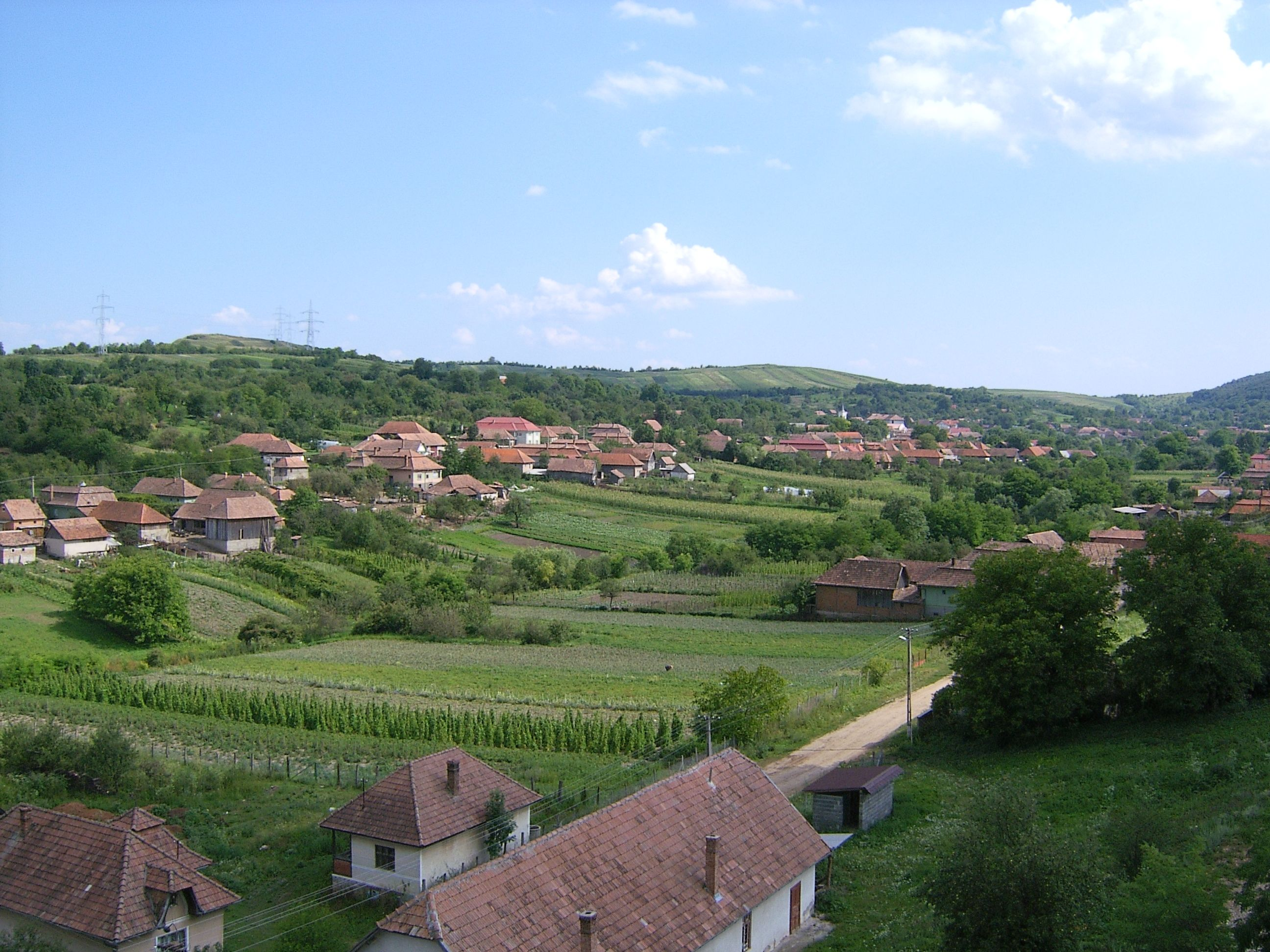
Satul Bădeni
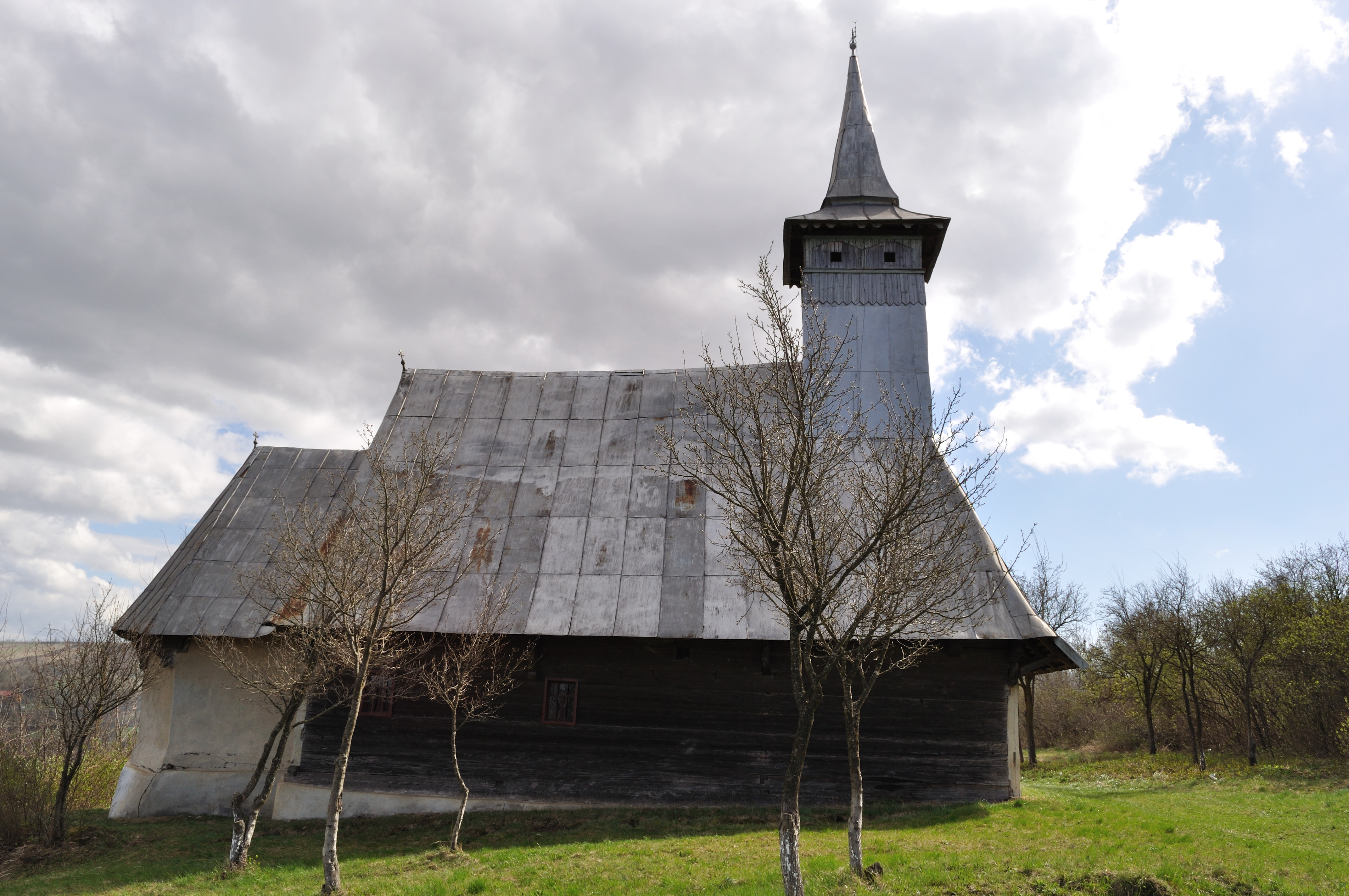
Biserica de lemn „Sfântul Nicolae” din Bădeni (monument istoric)
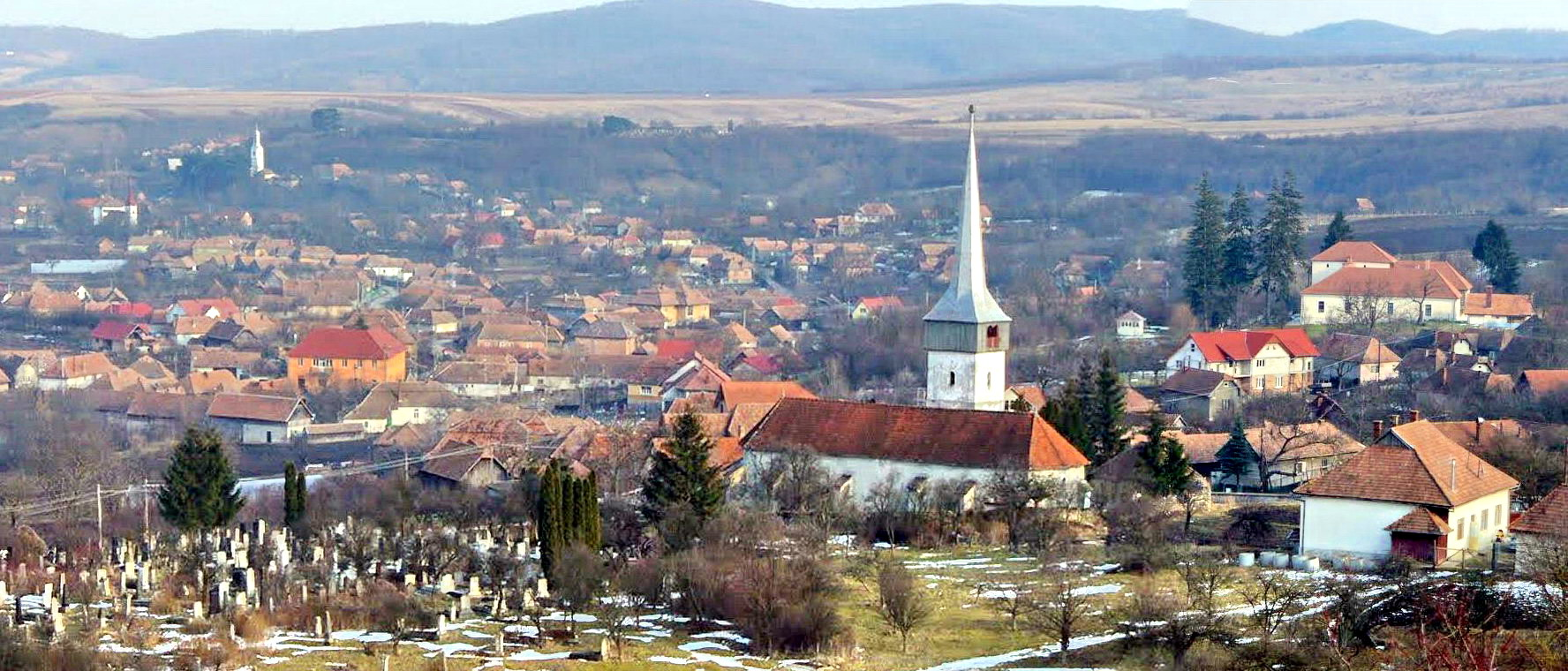
Satul Moldovenești
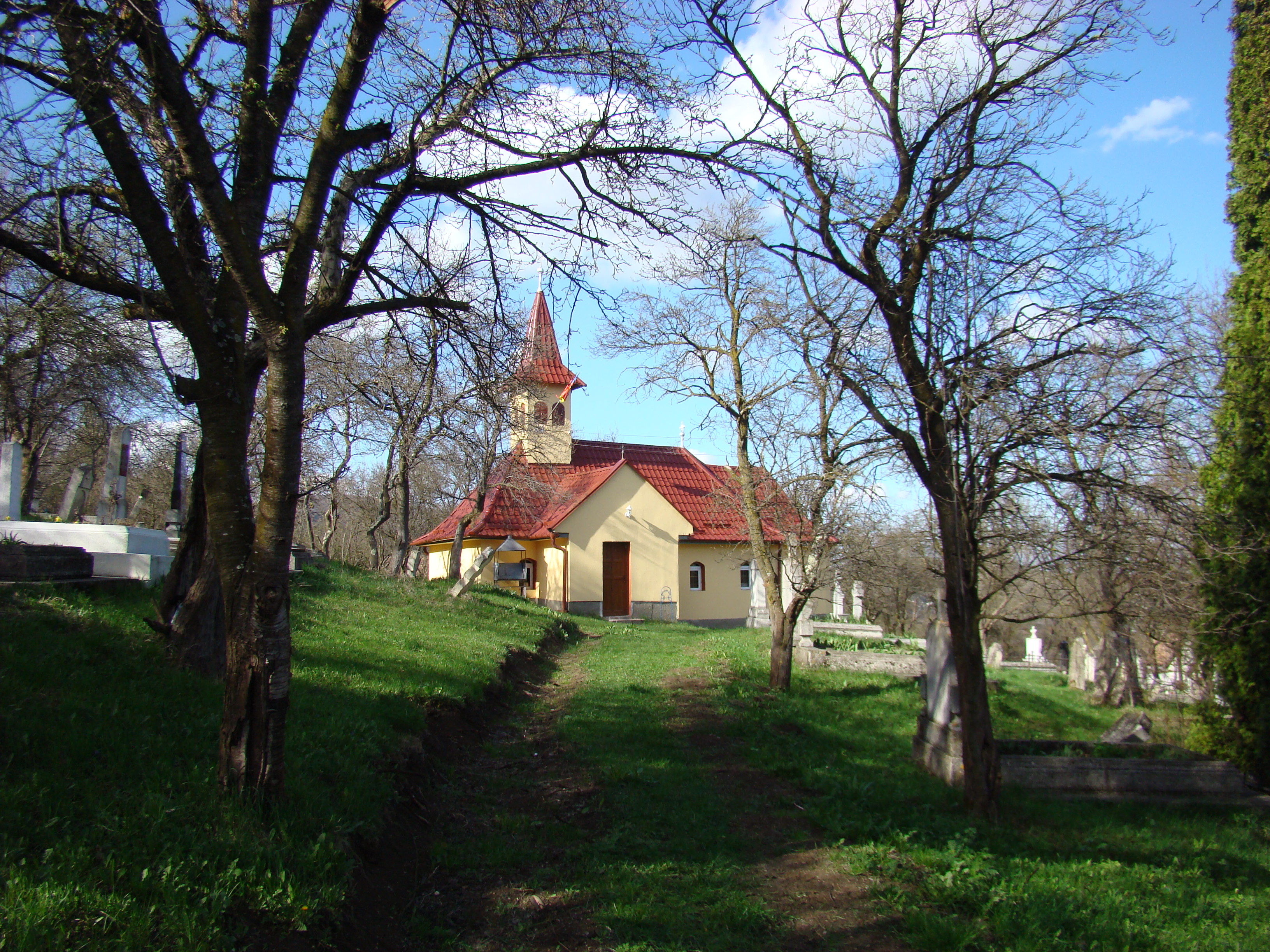
Biserica de lemn „Sfinții Arhangheli” din Moldovenești
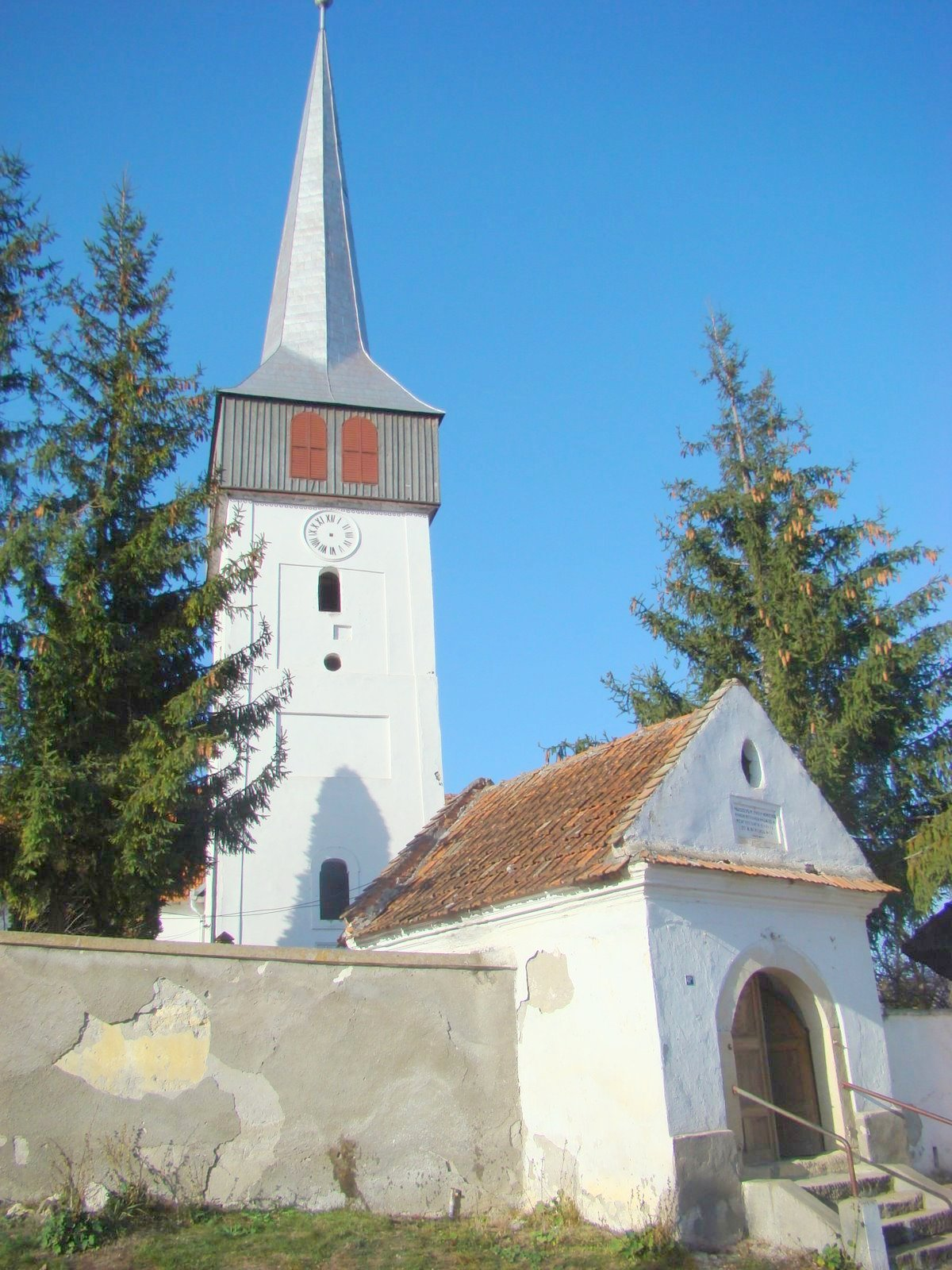
Biserica unitariană din satul Moldovenești (monument istoric)